# Der gestreifte Domino
Der gestreifte Domino ist ein deutscher Detektivfilm aus dem Jahre 1915 der Filmreihe Stuart Webbs.

## Handlung
Der Film beginnt damit, dass sich Hauptdarsteller Reicher und sein Regisseur Gärtner wie bei einer Theatervorführung vor einen gefilmten Vorhang begeben und sich vor dem Filmpublikum verbeugen.
Stuart Webbs nimmt sich eine Auszeit von seinem Detektivgeschäft. Eines Tages erreicht ihn ein Brief, der gar nicht für ihn bestimmt war. Darin erfährt er von dem Sohn eines amerikanischen Millionärs, der zu Unrecht enterbt wurde. Nach einer Reihe von Verwicklungen und Nachforschungen durch Webb, der sich durch ein Gestrüpp von Lügen und Betrügen schlagen muss, bekommt der Detektiv heraus, dass der Stiefbruder hinter den Verleumdungen und innerfamiliären Zerwürfnissen steht. Während der schurkische Stiefsohn sich der Schande durch Selbstmord entzieht, gelingt es Webb schließlich, die Wahrheit aufzudecken und die verbleibenden Familienmitglieder wieder miteinander zu versöhnen.
Der Filmtitel verweist auf eine Sequenz, in der Stuart Webb in ebendiesem gestreiften Domino auf einem Maskenball erscheint. Auf dieser Festivität bringt er die Geschichte zur Auflösung.

## Produktionsnotizen
Gedreht wurde Der gestreifte Domino, der fünfte Film dieser Reihe, im Frühjahr 1915 im Stuart-Webbs-Film-Atelier in Berlin-Weißensee in der Franz-Josef-Straße 9. Dieselbe Firma zeichnete auch für die Produktion verantwortlich. Der gestreifte Domino hat eine Länge von drei Akten auf 1302 Metern, das entspricht einer Spieldauer von knapp 71 Minuten. Nach dem Passieren der Filmzensur im Mai 1915 fand die Uraufführung am 1. September 1915 im Marmorhaus (Berlin) statt.